# Chalivoy-Milon
Chalivoy-Milon är en kommun i departementet Cher i regionen Centre-Val de Loire i de centrala delarna av Frankrike. Kommunen ligger  i kantonen Dun-sur-Auron som tillhör arrondissementet Saint-Amand-Montrond. År 2022 hade Chalivoy-Milon 380 invånare.

## Befolkningsutveckling
Antalet invånare i kommunen Chalivoy-Milon
Referens:INSEE